# Seonsan-eup
Seonsan-eup (koreanska: 선산읍) är en köping i kommunen Gumi i provinsen Norra Gyeongsang i den centrala delen av Sydkorea, 190 km sydost om huvudstaden Seoul.